# Elias (musikgrupp)
Elias är en svensk musikgrupp som består av Fredrik Andersson, Pascal Bjerrehus, Jens Magnusson och Christoffer Olsson. Den bildades vid årsskiftet 2004/2005. Elias gör ca 50 spelningar om året på olika evenemang och konserter. De har bland annat medverkat i Allsång på Skansen och Bingolotto. Bandet har samarbetat med skivbolagen Pama Records, Rivendale Records och Universal Music.
Första singeln, Sayonara, släpptes våren 2005 och åtnjöt åtta veckor på singellistan, med en tredjeplacering som toppnotering. Mellan sommaren 2005 och våren 2006 producerade bandet sitt debutalbum, Shine, som släpptes juni 2006. Låten Shine på albumet producerades med Peps Persson som medproducent. 
Sommaren 2006 blev låten Who's da Man, som de spelade in tillsammans med Frans Jeppsson-Wall, sommarens största hit i Sverige. Efter över 60 000 sålda singlar och två platinaskivor följde en lång sommarturné med spelningar över hela Sverige. Fredrik Andersson, och delvis även resten av bandet, var med och producerade Frans Jeppsson-Walls debutalbum Frans – Da' Man. De gjorde även låten Fotbollsfest tillsammans med honom.
Medlemmarna har olika bakgrunder, med musiken som gemensam nämnare. Målet har alltid varit att göra något eget. Alla i bandet är musiker i grunden och har egentligen aldrig sysslat med något annat. Tillsammans har de mer än 50 års erfarenhet av musicerande i olika grupper och konstellationer. 